# 竹号驱逐舰 (1944年)
一等驱逐舰竹是 ，日本海军是在第二次世界大战中由横须贺海军造船厂建造的驱逐舰 。竹是松级驱逐舰（丁级驱逐舰）的二号舰，是量产的战时级驱逐舰 ，也是继枞级驱逐舰 “竹”后第二艘使用“竹”作为舰名的建船 。由于是战时量产型，松型驱逐舰也被蔑称为“杂木林”   ，虽然性能（如速度和火力）受到限制，与日本海军常规的驱逐舰相比其生存能力（损伤容限）却被大大提高 。
在1944年（昭和19年） 6月16日竣工后，“竹”在作为训练部队的第11鱼雷中队进行训练与前往南西诸岛 的运输任务。 同年7月15日，“竹”被编入新编的第四十三驱逐队 。自8月以来，“竹”在台湾，马尼拉和帕劳群岛区域进行了运输或船团护卫等任务 在8月20日，“竹”被转移到新编的第三十一战队在同月中旬，“竹”从事了轻巡“名取”号以及驱逐舰“五月雨”号的救援任务。
从10月下旬“竹”开始进行莱特岛增援运输作战（多号作战）  ，并在其中参加了第三次/第四次，第五次和第七次作战 。 “竹”号虽多次受到损伤但幸存了下来。于12月3日在奥尔莫克湾进行的夜间战斗中，“竹”和姐妹舰“桑”与三艘美军驱逐舰交战，“竹”用鱼雷击沉了“库珀”号驱逐舰 （第七次多号作战）  。返回本土后，“竹”在濑户内海残存，并在战后被作为遣返运输船使用。

## 战历

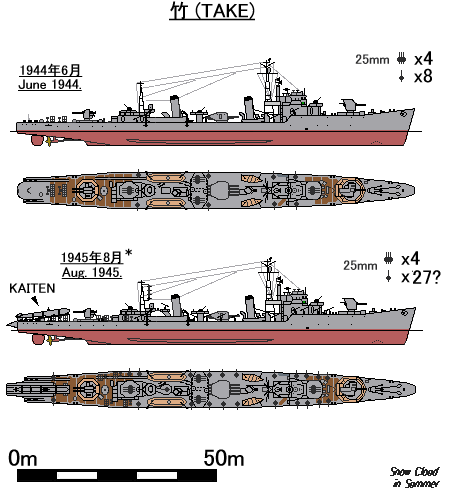
竹的构造图。上方为竣工时（1944年6月）的竹，下方是战争结束时（1945年8月）的竹。战终时单机枪的位置和回天的支架为推测。

### 至莱特岛战役之前
暂定名称为5482号舰，“竹”在横须贺海军武器工厂被建造，  并于1943年10月15日开始施工 。 在1944年1月25日（昭和19年），被命名为“竹“ 。在同一日期被列为松级驱逐舰（一等驱逐舰）  ，于3月28日下水  。船籍登陆于横须镇守府 。 在4月15日，田中广国少将（第60海军陆战队） 被任命担任“竹”的舰装整备长  。 在4月20日，在横须贺海军工厂设立了“竹”的舰装整备办事处，并开始了了工作 5月6日，可儿祥男上尉（当时战列舰“山城”上的分队长）被任命为“竹”的舰装整备员在吹雪型驱逐舰“天雾”号沉没后，“天雾”上的水雷长志贺博大尉在5月16日回到横须贺镇守府后在5月20日被分配为“竹”的舰装整备员 。当时的两艘送型（“松”，“竹”）正于横须贺海军造船厂的浮台进行装工作，元“天雾”号的舰长的吉永源少佐于“松”号，元“天雾”号的水雷长志贺则于“竹”上任  。在“松”出击之后，该浮桥则被用于停放松型驱逐舰三号舰的“桐”整备号。
在6月16日，“竹”号竣工，舰装设备办事处于同一天被撤去。田中少佐正式成为了“竹”的舰长。“竹”的初代干部为航海长高井义助中尉，炮术长可儿祥男大尉，水雷长志贺博大尉（大副），轮机长樱井达也中尉，事务长小林义治少尉，军医长汤川真治（Shinji Yukawa）等。   。
竣工后的“竹”被编入第十一水雷战队（指挥官为海军兵学校第四十一期的高间完少校，着任于当时的旗舰“长良”号上  。在当年6月没有从横须贺移动。 在7月初，“竹”从横须贺被转移至濑户内海，并与秋月级驱逐舰“伏月”号，夕云级驱逐舰“清霜”号与松级的姐妹舰进行了训练。在7月中旬，“竹”于门司装载物资，并参加了往南大东岛（详细内容会后述）的运输作战。在 7月15日，秋月驱逐舰2艘（霜月，冬月）被编入了第41驱逐队，松级的四艘驱逐舰（梅，竹，松，桃）分别被则被编入了43驱逐队（驱逐队司令为菅间良吉中佐）   。
7月8日，大本营海军部通过海军部指令第421号，发动了联合舰队对南西诸岛陆军的输送任务 。这被称为“ 吕号运输”（吕号运输作战） 。运输部队指挥官为当时第十一水雷战队的指挥官。 在7月16日，轻巡“长良”号（第十一水雷战队旗舰），重巡“摩耶”号，练巡“鹿岛”号与5艘驱逐舰从中津 拔锚。   。运输部队被分别编为第一运输队（长良，鹿岛，冬月，清霜，竹），第二运输队（摩耶，朝云，浦风） 和来往于冲绳与大东岛间的第三运输队（冬月，清霜， 竹） 。
7月17日，吕号作战部队抵达冲绳的中城湾 。前往宫古岛的第二运输队 ，则不往返本土而是通过马尼拉直奔林加泊地。 “冬月”的驱逐舰长所指挥的第三运输队则前往南大东岛进行紧急运输任务 。 在此之后除了第二运输队的舰船因完成了运输任务在19日午前一点从中城湾出港，并在20日- 21日归还至吴 。 完成任务后，吕号行动的运输部队被解散。
8月1日，联合舰队将第五舰队（第二十一战队，第一水雷战队）和第十一水雷战队等编入了第二游击部队（指挥官为第五舰队司令长官志摩清英中将），并纳入了机动部队。 已经完成向冲绳运输任务的“竹”和夕云级驱逐舰“清霜”则被下令担任前往帕劳方面的进击运输任务。 8月10日，两艘驱逐舰（清霜，竹）从柱岛泊地出发，经马公市前往到菲律宾，于8月16日到达马尼拉 。从8月17日起，“松”由“清霜”号指挥，向帕劳进行运输行动，并遣返将遣返者送回宿雾。18日大约凌晨3点，帕劳地区进行运输作战中的“名取”号 在棉兰老岛达沃市东北面 ，被美军潜水艇“硬头鱼”号（USS Hardhead, SS-365）雷击大破，在撤退时沉没。包括“竹”在内的五艘船（清霜，竹 ，鬼怒，时雨，浦波）被令前去救援“名取” 。 但名取搜索队并未找到遇难者并返回宿雾。 “清霜”号则前往帕劳，“竹”号 在西南方面舰队的指挥下进行船团护送任务 。
此后，“竹”号从事于他舰的救援任务，被派往救援在帕劳群岛北部卡扬埃尔环环礁触礁搁浅的白露型驱逐舰“五月雨”号  。于8月26日晚到达卡扬埃尔环礁的“竹”，并收容了来自“ 五月雨”的幸存者。 大熊安之助少佐（“五月雨”的舰长）和田中少佐（“竹”的舰战）为海军兵学校的同窗，大熊在田中的说服下转乘到“竹”上 。

在8月20日的运输行动中，日本海军将第三水雷战队剩下来的舰艇与松级驱逐舰作为中心，新编成了第三十一战队（司令官为江户兵太郎少将 ，海军兵学校40期） 。第43驱逐舰也被一起并入第三十一战队 。“竹”为了补给燃料和将从“五月雨”上救出的乘员卸下而暂停与宿雾岛，之后前往帕劳。

#### 第七次多号作戦・クーパー撃沈

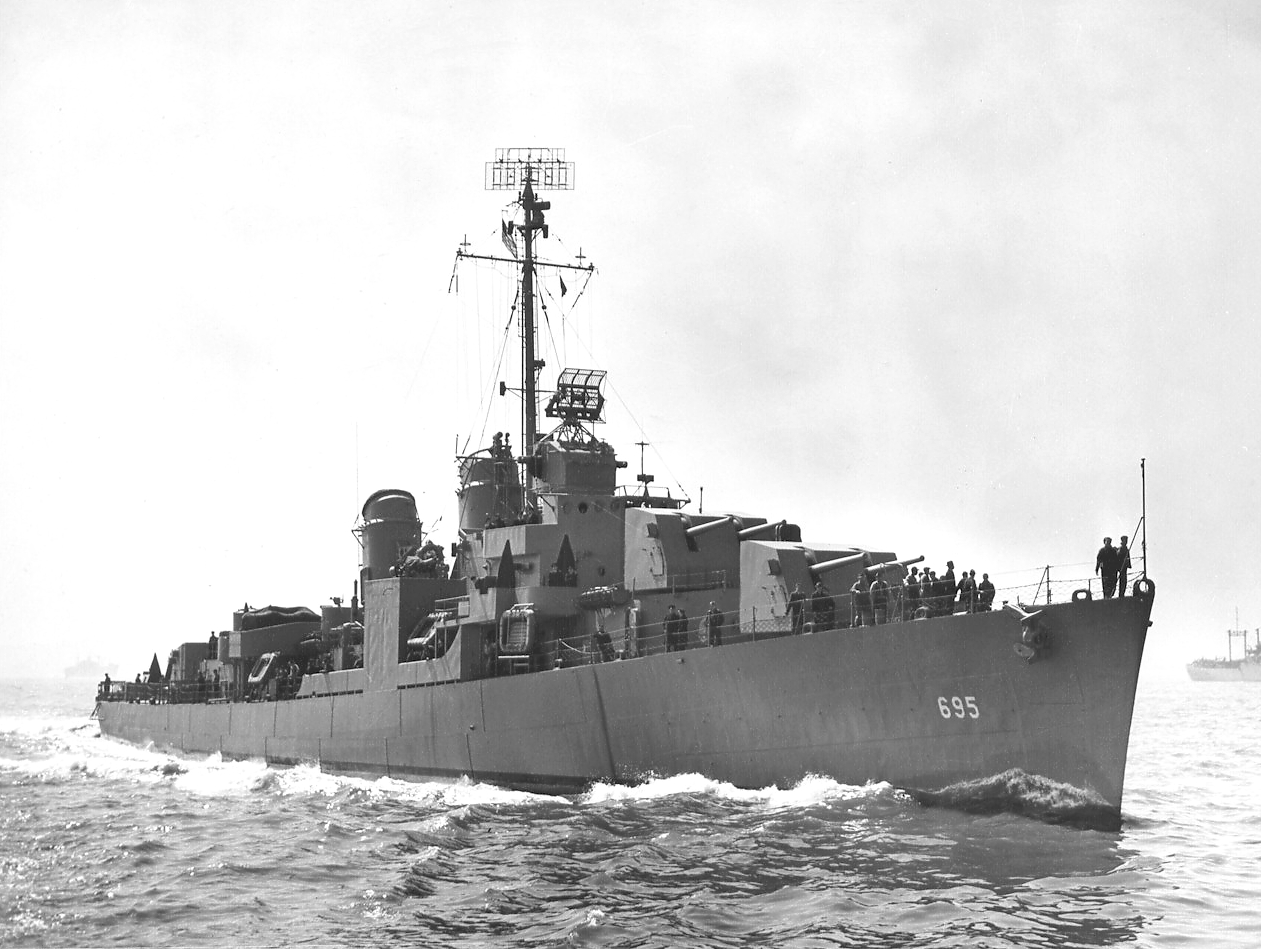
驱逐舰库珀

## 历代舰长
舰装整备长
舰长

### 註解
1. ↑  駆逐艦天霧は南西方面で輸送任務中の4月23日、機雷によって沈没した[30]。
2. ↑  浦風型駆逐艦[48]（浦風、朝雲、清霜）、十一水戦（冬月、竹）。
3. ↑  パラオの邦人引き揚げ任務についていた5隻（重巡青葉、軽巡鬼怒、駆逐艦浦波、時雨、五月雨）のうち3隻（鬼怒、時雨、五月雨）で別動中[69]、8月18日未明にガルワングル環礁で「五月雨」が座礁した[70]。離礁作業に手間取るうちにアメリカ潜水艦バットフィッシュ[71] () の雷撃で船体が断裂した[72]。

## 相关项目
- 奥莫克湾战役
- 第一号型输送舰
- 103号运输船